# Sluagh
En la mitología irlandesa y en la mitología escocesa, los Sluagh (irlandés /sɫuə/; Gaélico escocés /sɫuaɣ/) son los espíritus de los muertos sin descanso.  Algunas veces son vistos como pecadores (prisma cristiano), o generalmente personas malignas que no fueron recibidas ni en el cielo, ni en el infierno, tampoco en el otromundo ni en ninguna tierra más allá del mar. Han sido rechazados por los dioses celtas y por la tierra misma. Cualquiera que sea la creencia subyacente, casi siempre se les representa como molestos y destructivos.  Se les ve volar en grupos como bandadas de pájaros, viniendo desde el oeste, y son conocidos por tratar de entrar en la casa de una persona moribunda en un esfuerzo por llevarse su alma con ellos. Las ventanas orientadas al oeste se mantienen a veces cerradas para mantenerlos fuera. Algunos consideran que los Sluagh también llevan consigo las almas de las personas inocentes que fueron secuestradas por ellos.
Algunos consideran que los Sluagh son una manifestación irlandesa de la Cacería salvaje.
Lewis Spence escribe en 'The Magic Arts in Celtic Britain':
En los Islas Occidentales de Escocia los Sluagh, o huestes feéricas [o de hadas], son consideradas como espíritus compuestos de las almas de los muertos volando por el aire, y el banquete de los muertos en Hallowe'en fue seguramente el festival de las hadas.

## Los Sluagh en la cultura moderna

### Literatura
- Los Sluagh surgen como personajes en la serie de Merry Gentry de Laurell K. Hamilton.
- Son una raza de hadas en la novela "La corte de los espejos" de Concepción Perea

- Los Sluagh aparecen como criaturas de la noche en la quinta temporada del Programa de televisión de Mtv Teen Wolf .

### Juegos
- En la serie de videojuegos Legacy of Kain, los Sluagh son enemigos devoradores de almas encontrados en el reino espectral.
- Los Sluagh son una de las razas jugables del juego Changeling: el ensueño.

### TV
- En la serie de MTV Teen Wolf MTV en el capítulo 5x05 la criatura hace un cameo dentro del hospital psiquiátrico de Beacon Hills.